# Кобилін-Цешими
Кобилін-Цешими (пол. Kobylin-Cieszymy) — село в Польщі, у гміні Кобилін-Божими Високомазовецького повіту Підляського воєводства.
Населення — 98 осіб (2011).
У 1975-1998 роках село належало до Ломжинського воєводства.

## Демографія
Демографічна структура станом на 31 березня 2011 року:
|          | Загалом | Допрацездатний вік | Працездатний вік | Постпрацездатний вік |
| -------- | ------- | ------------------ | ---------------- | -------------------- |
| Чоловіки | 48      | 9                  | 32               | 7                    |
| Жінки    | 50      | 5                  | 33               | 12                   |
| Разом    | 98      | 14                 | 65               | 19                   |